# Fabricia
Fabricia Blainville, 1828 è un genere di anellidi policheti canalipalpati della famiglia Fabriciidae.

## Tassonomia
Benché a una revisione del settembre 2021 risulti composto dalla sola Fabricia stellaris (Müller, 1774), il genere comprende una numerosa lista di specie e sottospecie, oltre 30 taxa accettati come sinonimi: